# Niccolò Tribolo
Niccolò Tribolo, pseudònim de Niccolò di Raffaello Pericoli (Florència, ca. 1500 — 7 de setembre de 1550 va ser un arquitecte i escultor manierista italià. Va ser arquitecte de cort de Cosme I de Mèdici abans que ho fos Bernardo Buontalenti.

## Biografia
La informació sobre els seus orígens familiars, el primer període de la seua vida i els seus inicis com a artista és molt escassa, fins al pint que àdhuc la seua data de naixement sembla dubtosa i podria ser anterior a l'any 1497.
Va iniciar el seu aprenentatge com a tallador i pedrapiquer, i va ser deixeble de Nanni Unghero i Jacopo Sansovino. A Le Vite, Giorgio Vasari esmenta nombroses obres juvenils (estàtues, fonts, etc.), que avui dia o bé ja no existeixen o no es poden identificar amb certesa. Va visitar Venècia amb Benvenuto Cellini (qui en la seua biografia l'anomena il Tribolino) i tornà a Florència l'any 1517, on va iniciar una carrera artística independent. Vasari conta diverses anècdotes de la seua etapa juvenil, algunes de les quals l'apropen a Miquel Àngel per la força del traçat dels seus dibuixos, amb un estil semblant al d'aquell mestre que, per altra banda va influir en tots els artistes de l'època.
A sou de Cosme I va crear algunes obres efímeres, com ara les decoracions fetes arran de la visita de Carles V a Florència (1536). Sempre per al gran duc, es va encarregar d'anar a Roma per convèncer Miquel Àngel que acabara el projecte de l'escala monumental de la Biblioteca Medicea Laurenziana de la Basílica de San Lorenzo de Florència.

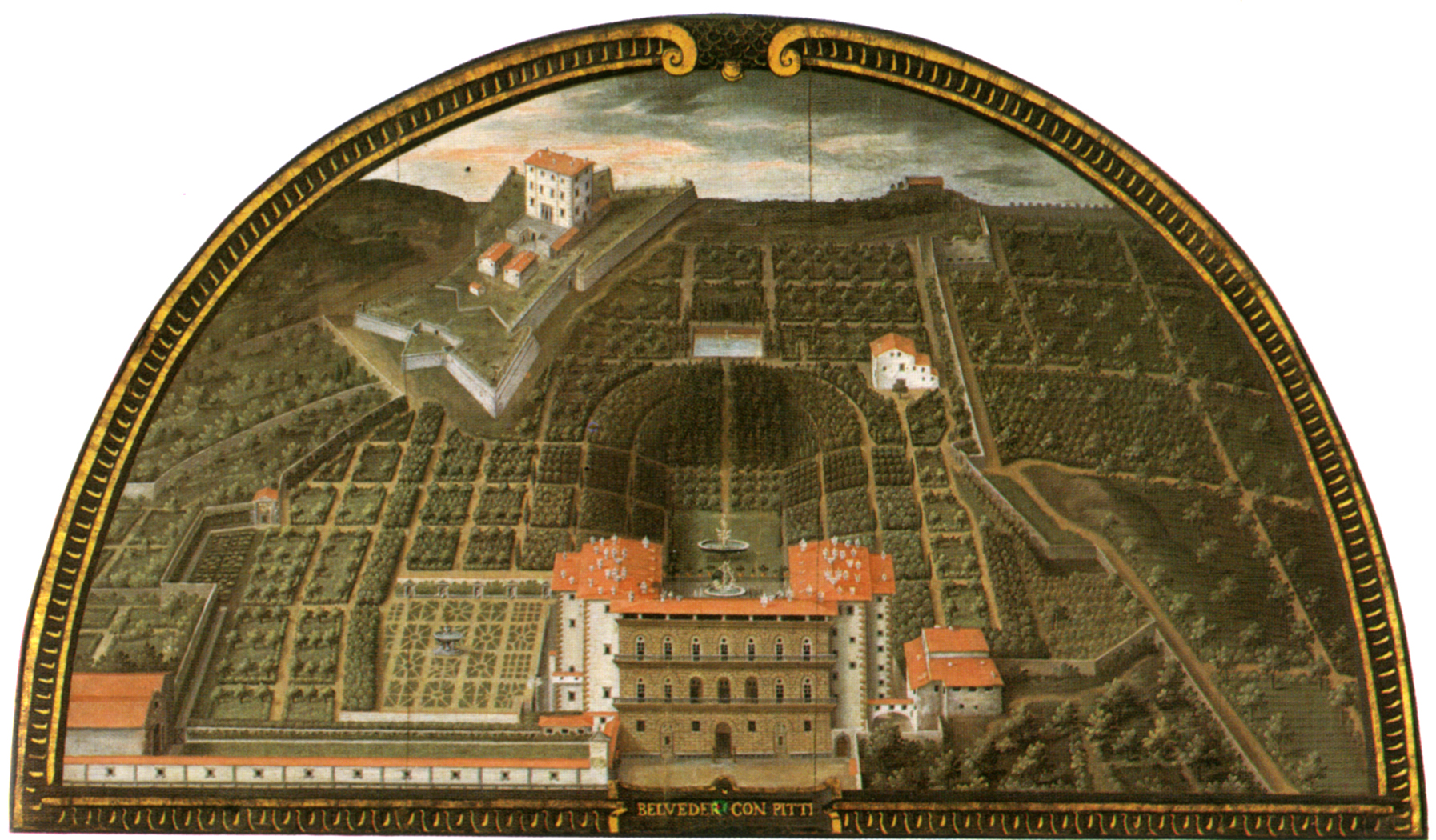
El jardí de Bòboli amb l'amfiteatre enjardinat, segons el projecte de il Tribolo

D'aquest període cal destacar el projecte de la capella fúnebre d'Elionor de Toledo i una reestructuració de la vil·la de Poggio a Caiano i els seus annexos, encara per verificar completament, tot i que sembla completament confirmada l'atribució de les grandioses quadres.
Però la seua fama rau principalment en l'activitat com a dissenyador de jardins. La seua obra mestra en aquest terreny va ser el disseny inicial del Jardí de Bòboli, amb l'amfiteatre que aprofita la configuració natural del tossal. Però abans de Bòboli ja havia tingut oportunitat de demostrar el seu talent extraordinari com a creador d'espais verds als jardins de Vil·la Corsini a Castello, de Vil·la della Petraia o de Vil·la Medicea di Castello, on va crear l'extraordinària arquitectura de la Gruta dels Animals (1536), decorada amb escultures de Giambologna. A més de llur bellesa formal, els jardins desplegaven un precís tema iconogràfic en les escultures i les decoracions, seguint un esquema filosòfic de caràcter humanista.
Els seus resultats van ser extraordinaris gràcies també a l'ajut de l'enginyeria hidràulica, que incorporava els avenços innovadors de Piero da San Casciano. Així van ser possibles les fonts i els jocs d'aigua disposats sobre diverses terrasses, que van influir tan pregonament les èpoques successives i que van ser la base de l'anomenat jardí a la italiana.
L'obra del Bòboli va ser la darrera que va fer abans de la seua prematura mort l'any 1550, i va haver de ser acabada pel seu col·laborador Davide Fortini.

## Obra arquitectònica

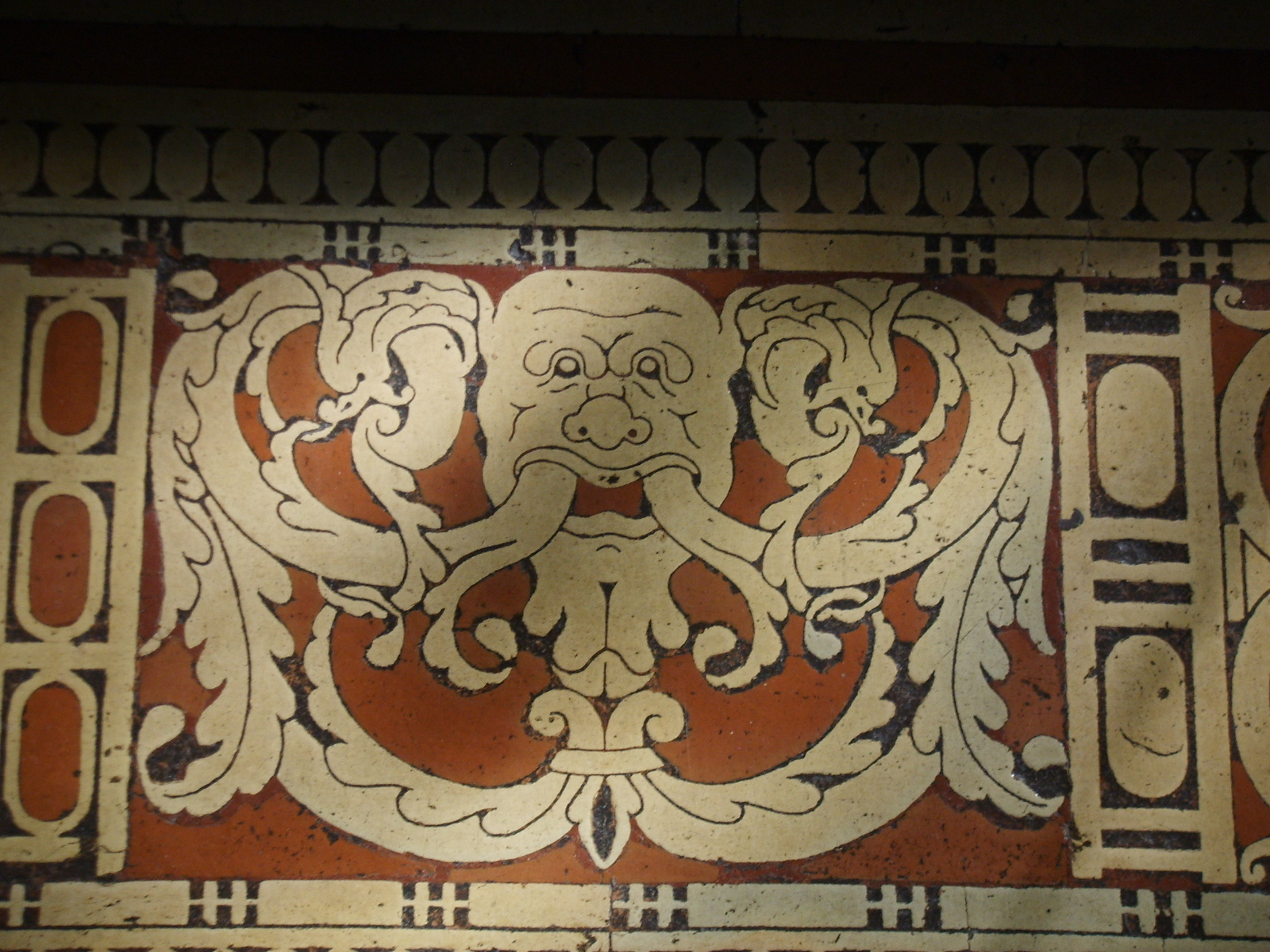
Detall del paviment de la Biblioteca Medicea Laurenziana

- Vil·la Corsini a Castello (prima del 1540)
- Vil·la Medicea di Castello (1540 circa)
- Vil·la Medicea La Petraia (dopo la villa di Castello, 1543?)
- Jardí dei Semplici (dal 1545)
- Vil·la Medicea di Poggio a Caiano (1545 circa - 1548)
- Biblioteca Medicea Laurenziana (el paviment en terracota roja i blanca és disseny seu, i va ser realitzat a partir de 1548)
- Jardí de Bòboli (1549-1550)
- Ponte Rosso

## Escultura
- Ganimedes muntant l'àguila, bronze, Museo Nazionale del Bargello
- Al·legoria de Fiesole, pietra serena, Museo Nazionale del Bargello
- Relleus sobre el portal de bronze de la Basílica de San Petronio, Bolonya (1525–27)
- Relleus Santuari de la Santa Casa, Loreto (1530–33, sobre projecte iniciat per Sansovino l'any 1513)
- Àngel sostenint un canelobre per a la Cattedral de Pisa, Pisa, Museo dell'Opera del Duomo (1528)
- Harpia muntant un gripau, pietra arenaria de la Gonfolina, Pisa, Palazzo Giuli Rosselmini Gualandi (1530-40)